# West Coast hip-hop
West Coast hip-hop – podgatunek hip-hopu, który obejmuje artystów pochodzących z Zachodniego Wybrzeża Stanów Zjednoczonych.

## Historia
Stał się dominacją w muzyce hip-hop w latach 90., tworząc odłam gangsta rapu, w którego kreację włączył się Dr. Dre – jedna z najbardziej wpływowych postaci w muzyce hip-hop. Dre stał się też jednym z twórców muzyki G-funk, oraz wielu innych odmian hip-hopu. Jeszcze w latach 80., ten gatunek opierał się w szczególnej mierze o zabawny rap ze Wschodniego Wybrzeża, który przepasał się często przez nieco old-schoolową oprawę muzyczną. Pod koniec lat 80. Los Angeles i Bay Area, okazały się obszarami zamieszkanymi przez wielu utalentowanych muzyków, o których głośno zaczęło być w latach 90. Pod koniec lat 80. pokazał się wpływowy raper Ice-T, z debiutanckim LP. Na początku lat 90. pokazała się  grupa „The Pharcyde”, oraz latynoski zespół z nieco funkowym brzmieniem – Cypress Hill. Bay Area wyszło z takimi gwiazdorami, jak Too $hort, grupa Digital Underground i przełomowy w historii muzyki pop/rap MC Hammer.
West Coast hip-hop różniło się od East Coast hip-hopu tym, że stał się bardziej elektryczny i trudniejszy w odbiorze. Jego buntowniczy charakter jako pierwsza ukształtowała grupa muzyczna N.W.A. na swoim pierwszym albumie Straight Outta Compton, który prócz twardych uderzeń, charakteryzowały hedonistyczne i buntownicze teksty rozgniewanego społeczeństwa młodych Afroamerykanów. Po rozpadzie N.W.A. artysta Ice Cube zajął się solową karierą, a jego teksty były o tej samej tematyce co teksty wschodniej grupy Public Enemy. Kolejny członek Dr. Dre, odkrył i wypromował rapera o pseudonimie Snoop Dogg. Dołączył on do wytwórni płytowej Death Row Records. Wkrótce Dre wydał album The Chronic, który ukształtował styl muzyczny G-funk. W późniejszym czasie z dobrej strony pokazali się też tacy artyści, jak wspomniany już Snoop Doggy Dogg, grupa Tha Dogg Pound, czy Warren G.
Kontrowersyjny raper gangsta rap – Tupac Shakur, dołączył do nich w roku 1996. W tamtym roku stał się też pierwszoplanową postacią w amerykańskim hip-hopie za sprawą dziewięciokrotnego platynowego, pierwszego podwójnego albumu w historii hip-hopu – All Eyez on Me. Z drugiej strony, artysta Coolio stał się gwiazdą środowiska West Coast hip-hop, łączącego tradycyjny hip-hop z dźwiękami Pop-Oriented. Królował on też ze swoim singlem „Gangsta's Paradise”, na listach przebojów czarnej muzyki w roku 1996.